# Вперёд, Бог, вперёд
«Вперёд, Бог, вперёд» (англ. Go God Go) — эпизод 1012 (№ 151) сериала «Южный Парк», его премьера состоялась 1 ноября 2006 года.

## Сюжет
Картман ждёт выхода Nintendo Wii у магазина, бродя туда-сюда, пропуская всё, включая приём пищи и школу, и собирается так и стоять ещё 3 недели. Однако мать умудряется заставить его пойти в школу, где он достаёт одноклассников вопросами о том, сколько осталось до выхода. Посреди урока у него начинается истерика, и он убегает. В это время миссис Гаррисон борется с теорией эволюции, которую она вынуждена преподавать. Урок она устраивает такой, что одна девочка даже начала считать себя той ступенью эволюции, которую выдумала миссис Гаррисон. И когда случилась истерика Картмана, миссис Гаррисон подумала, что это от теории эволюции. К Гаррисон присылают в помощники Ричарда Докинза, который, снося её грубость и издевательства, очаровывается, и, будучи сам атеистом, делает атеистку и из неё.
Тем временем Эрик решил заморозить себя с помощью Баттерса, поскольку не в силах ждать выхода видеоприставки. Они идут в горы, где Эрик остаётся в снегу. Но сходит лавина, из-за чего Баттерс позже не может найти то место, и только люди будущего размораживают Эрика. Он оказывается в 2546 году. Как выясняется, там ведут войну 3 атеистические организации, в том числе эволюционировавшие выдры (точнее, каланы). Эрик вскоре оказывается вовлечён в сражение. Продолжением этого эпизода является «Вперёд, Бог, вперёд XII».

## Реакции и критика
5 ноября 2006 года начался опрос на сайте Nintendo.com «Насколько сильно вы хотите Wii?» с ответами «Сильно», «Очень сильно» и «Сильнее чем Картман». Сцена, в которой Картман говорит своей матери, что он обязан заполучить Nintendo Wii, была включена в рекламный ролик во время пресс-конференции Nintendo на E3 2007.
Также в DVD-комментариях 10 сезона Паркер и Стоун отметили, что благодаря этому эпизоду они на самом деле получили бесплатные консоли Wii от Nintendo.

### Реакция Ричарда Докинза
Ричард Докинз отреагировал на обе части эпизода, сказав: «Я был изображён как персонаж, содомировавший с лысым трансвеститом. Я не возражал бы так много, послужи это в пользу некоторым серьёзным рассуждениям, однако если там и были такие рассуждения, я их не увидел». На собрании Вопрос-Ответ в Публичной Библиотеке Филадельфии Докинз отметил: «По крайней мере они могли бы нанять актёра, способного правильно изобразить британский акцент. Теперь, если бы мне только предложили камео роль в Симпсонах, я бы показал этому актёру, как передавать настоящий британский акцент». Позже Докинз появился в роли приглашённой звезды в эпизоде Black-Eyed, Please.
В интервью журнала Playboy за 2012 год Докинз сказал, что это единственный эпизод Саут Парка, который он смотрел, и отметил, что рассуждения о будущем, где происходит война между различными атеистическими сектами, «имеют определённую долю истины». По его словам, эпизод таил в себе большой потенциал для сатиры, напомнив ему о Народном Фронте Иудеи и Иудейском Народном Фронте из фильма Житие Брайана по Монти Пайтону. Но также он почувствовал, что слишком много в эпизоде было посвящено высмеиванию его личности и изображению мужеложества с Мистером Гаррисоном, также отметив: «Это не сатира, потому что не имеет ничего общего с моими взглядами. И скатологическая часть, где они кинули экскременты, которые приклеились к моему лбу, это даже не смешно».

## Пародии
- На полках магазина лежат Warcraft, Starcraft и Diablo.
- Сцена, когда миссис Гаррисон манипулирует в постели Ричардом Докинзом, отсылает к новым сериям «Battlestar Galactica»[1].
- Робот-собака (K-10) Картмана из будущего — отсылка к британскому сериалу «Доктор Кто».
- Фабула сюжета серии схожа с пьесой Владимира Маяковского «Клоп».